# Grubstein
Der Grubstein (auch Grubachstein) ist ein 2036 m ü. A. hoher Berg im steirischen Teil des Toten Gebirges. Der Berg bildet ein flaches Gipfelplateau, das bei der Sigistalhöhe nach Süden abzweigt und mit einer kurzen Wand oberhalb der Leistalm endet. Nach West und Ost fällt der Berg mit teils felsigen, teils schrofigen Flanken ab. Am Gipfel befindet sich ein kleines Gipfelkreuz mit Gipfelbuch. Im Grubstein befinden sich mehrere Höhlen wie die Grubstein-Westwandhöhle, die Grubsteinhöhle und die Grubstein-Eishöhle.

## Aufstieg
Auf den selten besuchten Gipfel führen keine markierten Wege. Zustiege erfolgen über die Sigistalhöhle oder von der Leistalm unterhalb der Ostflanke.